# Christoph Crinesius
Christoph Crinesius (ou Crines, Krünes, Grünes) (en latin, Christophorus Crinesius) est un orientaliste , linguiste et philologue allemand, né à Schlaggenwald, en royaume de Bohême, le 10 novembre 1584, et mort à Altdorf bei Nürnberg, le 28 août 1629.

## Biographie
Crinesius est le fils de Wolf Christoph Crinesius, diacre de Schlaggenwald, et de Maria Margaretha Günther, fille d'August Günther. Il s'inscrit au semestre d'été 1602 à l'Université de Leipzig, puis au semestre d'été 1603 à l'Université d'Iéna, mais le 23 octobre 1603, il change pour l'Université de Wittenberg. A Wittenberg, il acquiert le 23 juillet 1607 le titre académique de Maître et le 1er mai 1610 il y est admis comme professeur adjoint à la Faculté de philosophie. Il a publié les premiers écrits en tant que conférencier. En 1611, bon connaisseur de la langue syrienne et chaldéenne, il a donné un aperçu de la grammaire syrienne, en soulignant particulièrement l'accent dans le Gymnasium Syriacium. En 1612, il a traduit du syrien le Nouveau Testament publié sous le titre Lexicon syriacum e Novo testamento et rituali Severi patriarchae quondam Alexandrini Syro collectum.
Le 10 septembre 1613, il a été ordonné pasteur à l'église de la ville de Wittenberg près de Losenstein. En 1614, il est allé au château de Gschwendt en Haute-Autriche comme prédicateur de la cour auprès du baron de Losenstein.
En 1618, il est ministre de la paroisse de Mühlgruben (Grub), en Haute-Autriche, d'où il a été expulsé en 1624 en tant que pasteur protestant en raison de l'édit religieux de Ferdinand II qui imposé à tous les pasteurs protestants de quitter le pays sous huit jours. Il se rend d'abord à Ratisbonne, puis à Nuremberg. Sa réputation de professeur de langues orientales l'a amené à devenir professeur de langues orientales et de théologie à la nouvelle Université d'Altdorf, le 26 novembre 1624. Il y a été reçu docteur en théologie le 2 février 1625. Il y est resté jusqu'à la fin de sa vie. En 1625, il a publié Exercitationes hebraicae dans lequel il explique les différents noms de Dieu dans la Bible. En 1627, il donne dans la langue chaldéenne le Gymnasium chaldaicum, en 1628, dans la langue syrienne, Orthographia linguae Syriacae. Son dernier ouvrage, De confusione linguarum est publié en 1629, dans lequel il essaie de présenter la langue hébraïque comme langue maternelle des langues orientales et romanes. Christoph Crinesius a fait éditer le livre Concordantiarum Hebraicarum de Mordecai Nathan à Wittemberg, en 1627.

## Famille
Christoph Crinesius s'est marié en 1617 avec Regina Dörffling († 13 février 1649 d'une crise l' épilepsie, à Neuhofen an der Krems), sœur descendante du dernier maréchal du Brandebourg Georg Derfflinger et fille de Hans Georg Dörffling, cabaretier protestant à Neuhofen an der Krems . Regina Dörffling a épousé Johann Jakob Erhard le 7 décembre 1640. Elle a eu deux fils et trois filles avec Christof Crinesius. Seul un des fils, Georg Christoph Crinesius, est décédé après le père. Il a d'abord étudié à Altdorf puis est allé à l'armée, en prenant son célèbre oncle Georg Derfflinger comme exemple. Sa fille, Ursula Regina Crinesius, s'est mariée avec Johann Pösenecker, pharmaciens à Altdorf, et après sa mort, en 1659, avec le professeur d'éloquence et de théologie d'Altdorf, Johann Leonhard Schwäger (1628-1708). 

## Source
- (de) Cet article est partiellement ou en totalité issu de l’article de Wikipédia en allemand intitulé « Christoph Crinesius » (voir la liste des auteurs).